# 만수북 FC
만수북 FC는 인천광역시에 위치한 under-12팀 유형의 축구단이다. 본래 1985년부터 인천만수북초등학교의 축구부원으로만 구성된 축구팀이였으나, 현재는 대한체육회 공모사업에 선정되어 클럽팀으로 전환하여 활동중이다.

## 역사
- 1985.02 만수북초 축구부 창단
- 1992.08 전국시도대항 축구대회 우승
- 1993.05 국제 친선 한일중대회 우승
- 1994.05 전국소년체육대회 우승
- 1997.04 나이키컵 유소년축구대회 우승
- 전국 축구선수권대회 우승
- 인천광역시교육감기 우승
- 1999.02 나이키컵 유소년축구대회 우승
- 한일 친선축구대회 우승
- 2000.08 전국소년체육대회 우승
- 2002.05 전국소년체육대회 우승 인천광역시 협회장배 우승
- 2003.06 전국소년체육대회 3위
- 2003.11 축구부 클럽하우스 신축
- 2008.08 전국 화랑대기 유소년축구대회 우승
- 2009.04 전국소년체전 인천선발 우승
- 2011.11 인천광역시 교육감기 축구대회 우승
- 화랑대기 전국유소년축구대회 우승
- 전국초등축구리그 3위
- 2012.09 대교눈높이 초등 축구리그 우승
- 인천광역시 축구협회장기 우승
- 2013.03 인천시축구협회장기 축구대회 우승
- 2013.09 대교눈높이 초등 축구리그 우승
- 2015.11 대교눈높이 전국초등리그 준우승
- 2017.02 칠십리 전국유소년축구대회 준우승
- 화랑대기 전국유소년축구대회 3위
- 2018.11 대교눈높이 전국초등리그 우승
- 인천시교육감기 축구대회 3위
- 2019.11 인천광역시교육감배 축구 우승
- 2020.09 대한체육회 공모단체 선정 2020.11.30 법인설립 허가(인천광역시)
- 2020.12 학교연계형스포츠클럽 전환
- 2021.01 대의원총회 (만수북초) 2022.06 클럽 회원 150명 달성(체육회권고)
- 2023.02 남동구청 등록스포츠클럽 지정(공공스포츠)

## 출신 국가대표
- 최태욱
- 이근호
- 조용형
- 하대성
- 장슬기
- 김주성
- 이규혁
- 하성민
- 김은선

## 같이 보기
- 인천만수북초등학교